# أوغسطين هنري
أوغسطين هنري (1857-1930) (بالإنجليزية: Augustine Henry)‏ هو عالم نبات اسكتلندي.

## أنواع نباتية مسماة تكريماً له
- قيقب هنري
- بشملة هنرية
- شزندرة هنري
- غدب هنري
- قصعين هنري
- ليسوم هنري
- إصفورن هنري
- ثوم هنري